# Единсон Кавани
Единсон Роберто Кавани Гомес (на испански: Edinson Roberto Cavani Gómez) е уругвайски футболист от италиански произход, роден на 14 февруари 1987 г. в Салто, Уругвай. Играе за отбора на аржентинския Бока Хуниорс.

## Клубна кариера

### Данубио
На 12-годишна възраст Кавани се премества в Монтевидео със семейството си и започва своята кариера в юношеските формации на Данубио. През 2006 г. дебютира в първия отбор и помага на клуба да спечели Апертура през същата година, вкарвайки 9 гола.

### Палермо
След впечатляващи изяви на първенството на Южна Америка за младежи до 21-годишна възраст, Кавани привлича интереса на много западноевропейски грандове, сред които Ювентус и Милан. В крайна сметка на 29 януари 2007 г. босът на Палермо Маурицио Дзампарини обявява, че клубът е купил Кавани. Трансферът е официално потвърден на 31 януари.
Дебютът на Кавани за „розовите“ е на 11 март 2007 г., когато влиза като резерва в домакинството срещу Фиорентина в 55-ата минута при резултат 0:1 за „виолетовите“. Едва 15 минути по-късно Кавани изравнява резултата с впечатляващ гол, наподобяващ този на Марко ван Бастен на Евро 88 срещу СССР. През втория сезон Единсон Кавани се бори за титулярното място в атаката на Наполи с конкурентите Амаури и Фабрицио Миколи.
След продажбата на Амаури в Ювентус през юни 2008 г., Единсон Кавани се утвърждава като титуляр и оформя нападателски дует с Фабрицио Миколи. През сезон 2008/09 заедно с Миколи вкарват общо 14 гола. Запазва титулярното си място и под ръководството на Валтер Дзенга и впоследствие на Делио Роси, заемайки и ключова роля за доброто представяне на Палермо в Серия А и участието им в евротурнирите.

### Наполи
През юли 2010 г. Кавани преминава в кръвния враг „Наполи“ под наем за един сезон. В дебюта си за „небесно сините“ вкарва два гола за победата с 2:0 на Елфсбори, която класира отбора в групите на Лига Европа. Единсон отбелязва и страхотен дебют в Серия А, отбелязвайки последователно на Фиорентина, Бари и Сампдория. Благодарение на негово попадение в края на мача срещу Стяуа отборът на Наполи прескача груповата фаза на Лига Европа. На 9 януари 2010 г. Кавани реализира хеттрик във вратата на Ювентус, като един от головете Кавани вкарва с „удара на скорпиона“. Крайният резултат от мача е 3:0 за Наполи. На 30 януари 2010 г. Единсон Кавани реализира втория си хеттрик с екипа на Наполи срещу отбора на Сампдория за категоричната победа с 4:0. С тези нови 3 гола Кавани става едноличен лидер в голмайсторската листа на Серия А със 17 попадения. Невероятното представяне на Кавани продължава и при гостуването на Рома той вкарва нови два гола за победата с 2:0 насред Рим. Тези попадения донасят първата победа на Наполи като гост на Рома след близо 18 години прекъсване. В сезон 2012/13 г. Кавани става голмайстор в Серия А с 29 отбелязани гола.

### Пари Сен Жермен
На 16 юли 2013 г. Кавани е представен като ново попълнение на френския ПСЖ. Трансфертната сума е рекордната за френското първенство 64 млн. евро, като уругваецът ще получава по 10 млн. евро на година. Договорът е за пет години, а Кавани ще носи фланелка с номер 9.

### Манчестър Юнайтед
На 5 октомври 2020 г. подписва с Манчестър Юнайтед.

## Кариера в националния отбор
През януари 2007 г. Кавани е викнат в младежкия национален отбор на Уругвай за първенството на Южна Америка за младежи до 20 г., проведено в Парагвай. Единсон става голмайстор на шампионата със 7 гола в 9 мача, помагайки на родината си да достигне до 3-то място и да спечели право на участие на Световно първенство по футбол за младежи през същата година в Канада.
На 6 февруари 2008 г. Кавани дебютира и за мъжкия състав на Уругвай. Още в първия си мач Единсон вкарва гол за равенството 2:2 срещу Колумбия. Кавани попада и в състава на Оскар Табарес за Световното първенство през 2010 г. в ЮАР. Кавани вкарва и първия си гол на Мондиал срещу Германия в мача за 3-то място, игран в Порт Елизабет. Двубоят завършва 3:2 в полза на бундестима и Уругвай заема 4-то място.
| Гол | Дата             | Място                                   | Съперник  | Резултат | Краен резултат | Състезание   |
| --- | ---------------- | --------------------------------------- | --------- | -------- | -------------- | ------------ |
| 1   | 6 февруари 2008  | Естадио Сентенарио, Монтевидео, Уругвай | Колумбия  | 1:0      | 2:2            | Контрола     |
| 2   | 3 март 2008      | АФГ Арена, Санкт Гален, Швейцария       | Швейцария | 1:3      | 1:3            | Контрола     |
| 3   | 10 юли 2010      | Нелсън Мандела, Порт Елизабет, ЮАР      | Германия  | 1:1      | 2:3            | Мондиал 2010 |
| 4   | 11 август 2010   | Лисабон                                 | Ангола    | 1:0      | 2:0            | Контрола     |
| 5   | 8 октомври 2010  | Телора Бунг Карно, Джакарта, Индонезия  | Индонезия | 1:1      | 7:1            | Контрола     |
| 6   | 8 октомври 2010  | Телора Бунг Карно, Джакарта, Индонезия  | Индонезия | 6:1      | 7:1            | Контрола     |
| 7   | 8 октомври 2010  | Телора Бунг Карно, Джакарта, Индонезия  | Индонезия | 6:1      | 7:1            | Контрола     |
| 8   | 12 октомври 2010 | Ухан Спортс Център, Ухан, Китай         | Китай     | 2:0      | 4:0            | Контрола     |

## Статистика по сезони
Информацията е актуална към 14 август 2017 г.
| Клуб              | Сезон             | Шампионат | Шампионат | Купа   | Купа   | Купа на Лигата | Купа на Лигата | Европа | Европа | Други  | Други  | Общо   | Общо   |
| Клуб              | Сезон             | Мачове    | Голове    | Мачове | Голове | Мачове         | Голове         | Мачове | Голове | Мачове | Голове | Мачове | Голове |
| ----------------- | ----------------- | --------- | --------- | ------ | ------ | -------------- | -------------- | ------ | ------ | ------ | ------ | ------ | ------ |
| Данубио           | 2005              | 10        | 4         | 5      | 3      | —              | —              | —      | —      | —      | —      | 15     | 7      |
| Данубио           | 2006              | 15        | 5         | —      | —      | —              | —              | —      | —      | —      | —      | 15     | 5      |
| Данубио           | Общо              | 25        | 9         | 5      | 3      | —              | —              | —      | —      | —      | —      | 30     | 12     |
| Палермо           | 2006/07           | 7         | 2         | —      | —      | —              | —              | —      | —      | —      | —      | 7      | 2      |
| Палермо           | 2007/08           | 33        | 5         | 2      | 0      | —              | —              | 2      | 0      | —      | —      | 37     | 5      |
| Палермо           | 2008/09           | 35        | 14        | 1      | 1      | —              | —              | —      | —      | —      | —      | 36     | 15     |
| Палермо           | 2009/10           | 34        | 13        | 3      | 2      | —              | —              | —      | —      | —      | —      | 37     | 15     |
| Палермо           | Общо              | 109       | 34        | 6      | 3      | —              | —              | 2      | 0      | —      | —      | 117    | 37     |
| Наполи            | 2010/11           | 35        | 26        | 2      | 0      | —              | —              | 10     | 7      | —      | —      | 47     | 33     |
| Наполи            | 2011/12           | 35        | 23        | 5      | 5      | —              | —              | 8      | 5      | —      | —      | 48     | 33     |
| Наполи            | 2012/13           | 34        | 29        | 1      | 1      | —              | —              | 7      | 7      | 1      | 1      | 43     | 38     |
|                   | Общо              | 104       | 78        | 8      | 6      | —              | —              | 25     | 19     | 1      | 1      | 138    | 104    |
| Пари Сен Жермен   | 2013/14           | 30        | 16        | 2      | 1      | 3              | 4              | 8      | 4      | 0      | 0      | 43     | 25     |
| Пари Сен Жермен   | 2014/15           | 35        | 18        | 4      | 4      | 3              | 3              | 10     | 6      | 1      | 0      | 53     | 31     |
| Пари Сен Жермен   | 2015/16           | 32        | 19        | 5      | 2      | 4              | 1              | 10     | 2      | 1      | 1      | 52     | 25     |
| Пари Сен Жермен   | 2016/17           | 36        | 35        | 3      | 2      | 3              | 4              | 8      | 8      | 0      | 0      | 50     | 49     |
| Пари Сен Жермен   | 2017/18           | 13        | 16        | 0      | 0      | 0              | 0              | 5      | 6      | 1      | 0      | 19     | 22     |
|                   | Общо              | 146       | 104       | 14     | 9      | 13             | 12             | 41     | 26     | 3      | 1      | 217    | 152    |
| Общо за кариерата | Общо за кариерата | 384       | 225       | 33     | 21     | 13             | 12             | 68     | 45     | 4      | 2      | 502    | 305    |

### Национален отбор
| 2008 | 4  | 1  |
| 2009 | 8  | 0  |
| 2010 | 12 | 7  |
| 2011 | 12 | 2  |
| 2012 | 9  | 3  |
| 2013 | 15 | 7  |
| 2014 | 10 | 4  |
| 2015 | 8  | 4  |
| 2016 | 11 | 9  |
| 2017 | 5  | 1  |
| Общо | 94 | 38 |

## Личен живот
Единсон Кавани има италиански корени. Неговите баба и дядо са родом от Маранело. Неговият по-голям брат Валтер Гуглиемоне също е футболист, който към момента се състезава за парагвайския „Гуарани“.

## Успехи

### Клубно ниво
Данубио
- Апертура – 2007

 Наполи
- Купа на Италия (1) – 2012

 Пари Сен Жермен
- Лига 1 (4) – 2014, 2015, 2016, 2018
- Купа на Франция (4) – 2015, 2016, 2017, 2018
- Купа на Лигата на Франция (5) – 2014, 2015, 2016, 2017, 2018
- Суперкупа на Франция (5) – 2013, 2014, 2015, 2016, 2017

### Национални
Уругвай
- Световно първенство 2010: 4-то място
- Копа Америка (1): 2011

Уругвай до 20
- Шампионат за младежи в Южна Америка: 2007 (3-то място)

Индивидуални
- Шампионат за младежи в Южна Америка – голмайстор (1): 2007, (7 гола)
- Купа на Италия – Голмайстор (1): 2011/12 (5 гола)
- Серия А – Голмайстор (1): 2012/13 (29 гола)